# Южночахарско-восточносуйюаньская операция
Южночахарско-восточносуйюаньская операция (кит. упр. 察南绥东战役, палл. Чанань Суйдун чжаньи, буквально: «Боевые действия в южной части провинции Чахар и восточной части провинции Суйюань») — боевые действия в южной части провинции Чахар и восточной части провинции Суйюань весной 1948 года во время гражданской войны в Китае.

## Предыстория
К концу 1947 года коммунисты в Северном Китае имели уже преимущество над гоминьдановцами, что был вынужден признать даже Чан Кайши, указавший в своём выступлении 4 ноября 1947 года четыре параметра, по которым гоминьдановские войска уступают войскам коммунистов. По завершении Чжуанлинского сражения войска Шаньси-Чахар-Хэбэйской полевой армии китайских коммунистов взяли с 1 января 1948 года паузу для отдыха и реорганизации, которая завершилась к марту.
В это время завершалось крупное наступление коммунистов в Северо-Восточном Китае. В Северном Китае гоминьдановские войска под командованием Фу Цзои удерживали треугольник Бэйпин—Тяньцзинь—Баодин, а также Бэйпин-Уханьскую, Бэйпин-Гуйсуйскую и Бэйпин-Ляонинскую железные дороги, связывающие его с северо-восточной группировкой и с группировкой в провинции Шаньси (железнодорожная связь с югом была перерезана коммунистами в результате взятия Шицзячжуана). Сознавая свои сильные и слабые места, Фу Цзои предпочитал не распылять силы, а полагаться на преимущество гоминьдановских войск в техническом оснащении и боевой мощи, и старался навязывать коммунистам «правильную» войну, сражаясь крупными группировками против крупных группировок.
Проанализировав сложившуюся обстановку, командование китайских коммунистов пришло к выводу, что в условиях, когда четыре армии противника сконцентрированы в треугольнике Баодин—Лайшуй—Чжосянь, продолжать боевые действия в районе Баодина нецелесообразно, и нужно изменить район приложения основных усилий. 7 февраля Ян Чэнъу и Ло Жуйцин проинформировали центральное командование, что следующим шагом должен стать удар по восточному отрезку Бэйпин-Гуйсуйской железной дороги. Это давало возможность отрезать Фу Цзои от его старой базы в провинции Суйюань, а также, продолжив наступление в восточную часть провинции Хэбэй и западную часть провинции Жэхэ, соединиться с группировкой войск коммунистов в Северо-Восточном Китае. 22 февраля командование Шаньси-Чахар-Хэбэйского военного района и Шаньси-Чахар-Хэбэйской полевой армии издало приказ (23 февраля одобренный центральным командованием) о передислокации войск для грядущей операции, которая должна была начаться после 15 марта.
Для операции было задействовано пять колонн, которые объединялись в две группировки. На основе 6-й колонны формировалась левофланговая группировка (командующий — Тань Яньцзе), которая должна была ударом на расположенные в районе Датуна Янгао и Тяньчжэнь перерезать железную дорогу между Тяньчжэнем и Чжоушичжуаном, отвлекая на себя главные силы Фу Цзои. 2-я, 3-я и 4-я колонны объединялись в правофланговую группировку (оставалась под прямым управлением командования Шансьи-Чахар-Хэбэйской полевой армии), которая концентрировалась южнее реки Санганьхэ на участке Гуанлинь—Таохуабао в готовности отрезать и уничтожить врага, вышедшего из-под прикрытия оборонительных линий.
Чтобы не дать основным силам Фу Цзои прийти на помощь защищающим Чжанцзякоуский участок Бэйпин-Гуйсуйской железной дороги войскам гоминьдановской 4-й армии временного формирования, командование коммунистов отдало приказ о нанесении ряда вспомогательных отвлекающих ударов: в центральной части провинции Хэбэй — по северному участку Тяньцзинь—Пукоуской железной дороги, в восточной части провинции Хэбэй — по району Саньхэ-Тунсянь-Сянхэ-Уцин, на стыке провинций Хэбэй и Жэхэ — по району Нанькоу-Хуайлай, на стыке провинций Шаньси и Суйюань — по району Хуайжэнь-Датун-Цзинин.

## Ход событий
20 марта левофланговая группировка коммунистов начала наступление, захватив Янгао и Тяньчжэнь, и взяв под контроль 50-километровый участок железной дороги между Чжанцзякоу и Датуном. 21 марта начала наступление по всему фронту правофланговая группировка коммунистов. За несколько дней боёв коммунистами было захвачено 5 уездных центров, разгромлена 15-тысячная группировка гоминьдановских войск и взята под контроль значительная территория в южной части провинции Чахар.
Для противодействия наступлению коммунистов Фу Цзои быстро сконцентрировал под Чжанцзякоу группировку из шести пехотных полков, одной кавалерийской дивизии и трёх кавалерийских бригад, рассчитывая навязать главным силам «правильное» сражение. Однако при этом в восточной части провинции Суйюань оставались лишь 30 тысяч человек в составе 2-й, 3-й и 4-й вспомогательных дивизий и местных охранных сил. Учитывая это, Ян Чэнъу и Ло Жуйцин решили ударить левофланговой группировкой по Датун-Цзининскому участку железной дороги и выманить войска Фу Цзои на запад, а ударом правофланговой группировки перерезать Бэйпин-Чжанцзякоуский участок железной дороги, отрезая группировке Фу Цзои путь к отступлению.
25 марта левофланговая группировка коммунистов скрытно выдвинулась на запад из района Тяньчжэня, и 27 марта атаковала Фэнчжэнь. 29 марта туда подошли гоминьдановские подкрепления, но остановились в районе Сюаньхуа-Чайгоубао. Чтобы завлечь противника ещё больше на запад, коммунисты силами 1-й колонны 3 апреля атаковали Тяньчэн и Синьтан, а войска 6-й колонны 4 апреля взяли Лянчэн.
Получив эту информацию, Фу Цзои решил, что основные силы Шаньси-Чахар-Хэбэйской полевой армии ушли на запад в восточную часть провинции Суйюань, поэтому двинул войска от Чжанцзякоу через Чайгоубао на запад. Выждав, когда 5 апреля основные силы противника окажутся в районе Цзинина, коммунисты перешли в наступление правофланговой группировкой.
7 апреля силы коммунистов двинулись вперёд, однако внезапно начался сильный ливень, резко снизивший скорость движения войск, часть которых к тому же ещё и заблудилась. В результате часть гоминьдановской 4-й армии временного формирования успела отойти. Получив известие о падении Тяньчжэня, Фу Цзои отдал ушедшим на запад войскам приказ о возвращении, а войскам на восточном участке железной дороги приказал идти на запад на соединение с ними. Таким образом основная группировка Фу Цзои вновь сконцентрировалась под Чжанцзякоу. В этих условиях, а также ввиду истощения припасов, командование коммунистов отдало 10 апреля приказ о завершении операции.

## Итоги и последствия
Это была первая боевая операция Шаньси-Чахар-Хэбэйской полевой армии после переформирования. За 20 дней боёв коммунисты потеряли убитыми, ранеными и пропавшими без вести 3589 человек, в то время как потери гоминьдановцев превысили 18 тысяч человек. Коммунистам не удалось уничтожить вышедшие из-под прикрытия оборонительных линий войска противника, но зато были освобождены от гоминьдановцев в южной части провинции Чахар и восточной части провинции Суйюань территории, общей площадью свыше 13 тысяч км². Войска Фу Цзои в критический момент не смогли прийти на помощь группировке гоминьдановских войск в Северо-Восточном Китае, а Чжанцзякоу и Датун стали изолированными гоминьдановскими островами посреди контролируемой коммунистами территории.